# Fuldera
Fuldera is een plaats en voormalige gemeente in het Zwitserse kanton Graubünden. Fuldera telt 120 inwoners en was tot 2008 een zelfstandige gemeente.

## Geschiedenis
Op 1 januari 2009 fuseerde Fuldera met Lü, Müstair, Santa Maria Val Müstair, Tschierv en Valchava tot de gemeente Val Müstair.
- Gemeinsame Normdatei: 1068197315
- Historisch woordenboek van Zwitserland: 001565
- Virtual International Authority File: 314890910
- WorldCat: E39PBJhMp37WKGRcvWPHxpWbh3